# Turné (film)
Turné (v originále Tournée) je francouzský hraný film z roku 2010, který režíroval Mathieu Amalric podle vlastního scénáře. Snímek měl světovou premiéru na filmovém festivalu v Cannes dne 13. května 2010.

## Děj
Joachim Zand je bývalý francouzský televizní producent, který se po několikaletém dobrovolném exilu ve Spojených státech rozhodl natočit nový film ve Francii. Za tímto účelem se vrací s americkou skupinou New burlesque a jejich kabaretem. Produkuje a vede jejich turné ve Francii na západě z Le Havre přes Saint-Nazaire a La Rochelle, teoreticky končící v Toulonu. Přestože cestovní podmínky jsou více než skromné – vlaky druhé třídy a levné hotely – skupina je nadšená, touží objevovat Francii a je plná energie, protože mají velký úspěch.
Dívky ale sní hlavně o Paříži, kterou jim Joachim Zand slíbil jako vrchol jejich turné. Zand má však problémy se svou minulostí, která ho brzy dožene a podcenil nepřátelství a zášť, které v hlavním městě přetrvávají. Bývalá milenka, podvedený věřitel, zrazený přítel, zahořklý mentor, rozzlobená exmanželka a dvě děti, které otce nutí platit za jeho nepřítomnost a jeho slabosti.

## Obsazení
| Mimi Le Meaux          | Miranda Colclasure                      |
| Miss Dirty Martini     | Linda Marraccini                        |
| Julie Atlas Muz        | Julie Ann Muz                           |
| Kitten on the Keys     | Suzanne Ramsey                          |
| Evie Lovelle           | Angela de Lorenzo                       |
| Roky Roulette          | Alexander Craven                        |
| Mathieu Amalric        | Joachim Zand                            |
| Ulysse Klotz           | Ulysse                                  |
| Damien Odoul           | François                                |
| Pierre Grimblat        | Chapuis                                 |
| André S. Labarthe      | šéf kabaretu                            |
| Aurélia Petit          | pokladní na benzínce                    |
| Anne Benoît            | pokladní v supermarketu                 |
| Jean-Toussaint Bernard | recepční v hotelu Mercure               |
| Antoine Gouy           | programátor                             |
| Florence Ben Sadoun    | Madeleine, Joachimova bývalá přítelkyně |
| Julie Ferrier          | Julie Ferrier                           |
| Laurent Roth           | velitel na palubě                       |
| Erwan Ribard           | policejní komisař                       |
| Franzo Curcio          | italský ředitel divadla                 |
| Jean-François Marquet  | novinář                                 |
| Hélène Houël           | servírka v hotelu Mercure               |